# Frøkilde
Frøkilde kalder man det sted, hvor der findes en udvalgt (”kåret”) bevoksning af en bestemt planteart. Udtrykket proveniens har omtrent samme betydning og bruges synonymt med frøkilde.
Fra frøkilden henter man frø, som skal bruges til dyrkning af planter af den pågældende art. F.eks. har man mulighed for at skaffe frø af Vinter-Eg fra frøkilden "Linnebjerg Krat", der ligger umiddelbart syd for Flyvestation Karup. Ved beskrivelse og annoncering vedrørende planter til salg fra en planteskole bruges betegnelsen fk.. I planteskolens katalog vil der i det nævnte eksempel stå "Vinter-Eg (Quercus petraea) fk. Linnebjerg".

## Note
1. ↑  Naturstyrelsen: Valg af frøkilder. Skovtræer og buske Arkiveret 14. maj 2015 hos  Wayback Machine, 2006, ISBN 87-7279-749-5 (webudgaven)